# J-2 (motor de coet)
El motor de coet J-2 de Rocketdyne fou el motor de coet amb combustible d'hidrogen líquid més gran produït als Estats Units abans dels motors principals del transbordador espacial (SSME), i se l'està revivint per donar suport al retorn de la NASA a la Lluna.
El J-2 era un dels components principals del coet Saturn V. Es feien servir cinc motors J-2 a l'S-II, el segon tram del Saturn V. Es feia servir un motor J-2 a l'S-IVB, el tercer tram del Saturn V i segon tram del Saturn IB. Hi havia propostes per utilitzar un nombre variable de motors J-2 als trams superiors del coet Nova, finalment abandonat.
Una característica única del motor J-2 (en aquell temps) era la seva capacitat de tornar-se a engegar després d'haver estat apagat. El motor J-2 de l'S-IVB estava dissenyat per engegar-se dues vegades. La primera, en què romania encès durant uns dos minuts, posava la nau Apollo en òrbita terrestre, i després s'apagava. Després d'una revisió per part de la tripulació que la nau funcionava com calia, es tornava a encendre el J-2 per a la injecció translunar. Aquesta engegada de sis minuts i mig accelerava la nau Apollo fins a la velocitat d'escapament i la posava rumb a la Lluna.